# 閩派古琴
閩派古琴，亦稱浦城派或浦城閩派，由福建浦城祝鳳喈（字桐君）所創，祝鳳喈曾評注《春草堂琴譜》，於1855年3月刊行《與古齋琴譜》4卷，首以工尺譜入譜，然後廣納門人，閩派古琴體系逐漸形成。祝鳳喈傳許漁樵、張鶴，張鶴於1864年，經祝鳳喈刪訂後刊行《琴學入門》2卷，收琴曲20首。

## 演奏風格和特點
- 指法精細[2]
- 旋律分明[2]
- 虛實相涵[2]
- 發音連貫：後一個音未到之前，前一個音依然存在，兩音之間沒有空白。所需技巧為「一指多弦」、靈活的「手掌和手指」以及「滑動」。[2]

## 代表琴譜
- 《與古齋琴譜》
- 《琴學入門》

## 代表琴曲
- 〈陽關三疊〉
- 〈平沙落雁〉
- 〈漁樵問答〉
- 〈風雲際會〉

## 主要人物
- 祝鳳喈（字桐君）：著有《與古齋琴譜》
- 許漁樵
- 張鶴：著有《琴學入門》
- 真德秀（宋代，福建浦城）
- 楊表正（明代，福建永安）[2]
- 陳世驥：編著《琴學初津》，於1902年完成[1]
- 陳長林：師從其父閩派琴家陳澤鍠（陳琴趣）和表姨吳子美，閩派重要傳人[3][4]

## 相關人物
- 李禹賢：師承金陵派夏一峰、梅庵派劉景韶、廣陵派張子謙等人，而未曾向任何閩派琴家習琴。曾任教於福州藝術學校。1970年代末參與福建的民間古琴、古琴譜的收集工作，並為閩派琴曲《風雲際會》打譜，並以此聞名。2001年協助成立福建古琴研究會。[5][6]